# Высшая школа искусств, дизайна и архитектуры Университета Аалто
Высшая школа искусств, дизайна и архитектуры Университета Аалто (Aalto ARTS, фин. Aalto-yliopiston taiteiden ja suunnittelun korkeakoulu, англ. Aalto University School of Arts, Design and Architecture, швед. Aalto-universitetets högskola för konst, design och arkitektur — ведущее учебное заведение Финляндии в области архитектуры, дизайна, аудиовизуальной коммуникации, изобразительного искусства и эстетического образования, образованное в результате слияния факультета архитектуры Хельсинкского политехнического института и Высшей школы промышленного дизайна (фин. Aalto-yliopiston taideteollinen korkeakoulu, TaiK) и сегодня входящее в инновационный Университет Аалто. Самый крупный профильный вуз в Скандинавии.

## История

### Известные выпускники
В Высшей школе промышленного дизайна TaiK учились практически все значительные фигуры финского искусства, дизайна и кинематографа, включая таких снискавших международное признание мастеров, как Тапио Вирккала и Кай Франк. Архитектурное отделение Хельсинкского политехнического института закончили такие видные выдающиеся архитекторы, как Элиэль Сааринен и Алвар Аалто (в честь последнего современный объединённый университет получил своё название).

## Образование
В Высшей школе искусств, дизайна и архитектуры можно получить степень бакалавра наук в области технологий, архитектора, бакалавра искусств, магистра искусств и доктора искусствоведения.